# Ptosi mammaria

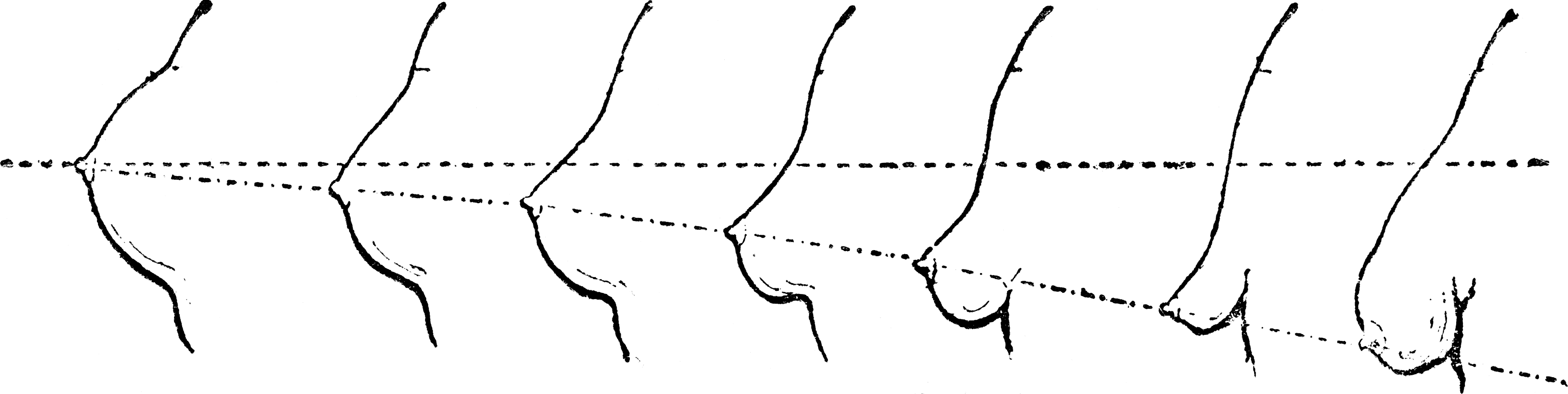
Schema che mostra la ptosi mammaria

La ptosi mammaria o ptosi della mammella è il cedimento della mammella e conseguente spostamento della stessa verso la parte basso nel torace come naturale conseguenza del processo dell'invecchiamento. Normalmente nelle donne in età giovanile il seno è posto tra lo spazio della seconda e sesta costa, con areola che si trova al centro della mammella posta sulla quarta costola. Per valutare il grado di ptosi e di cedimento cutaneo dell'organo femminile si prende come riferimento la linea mammaria.

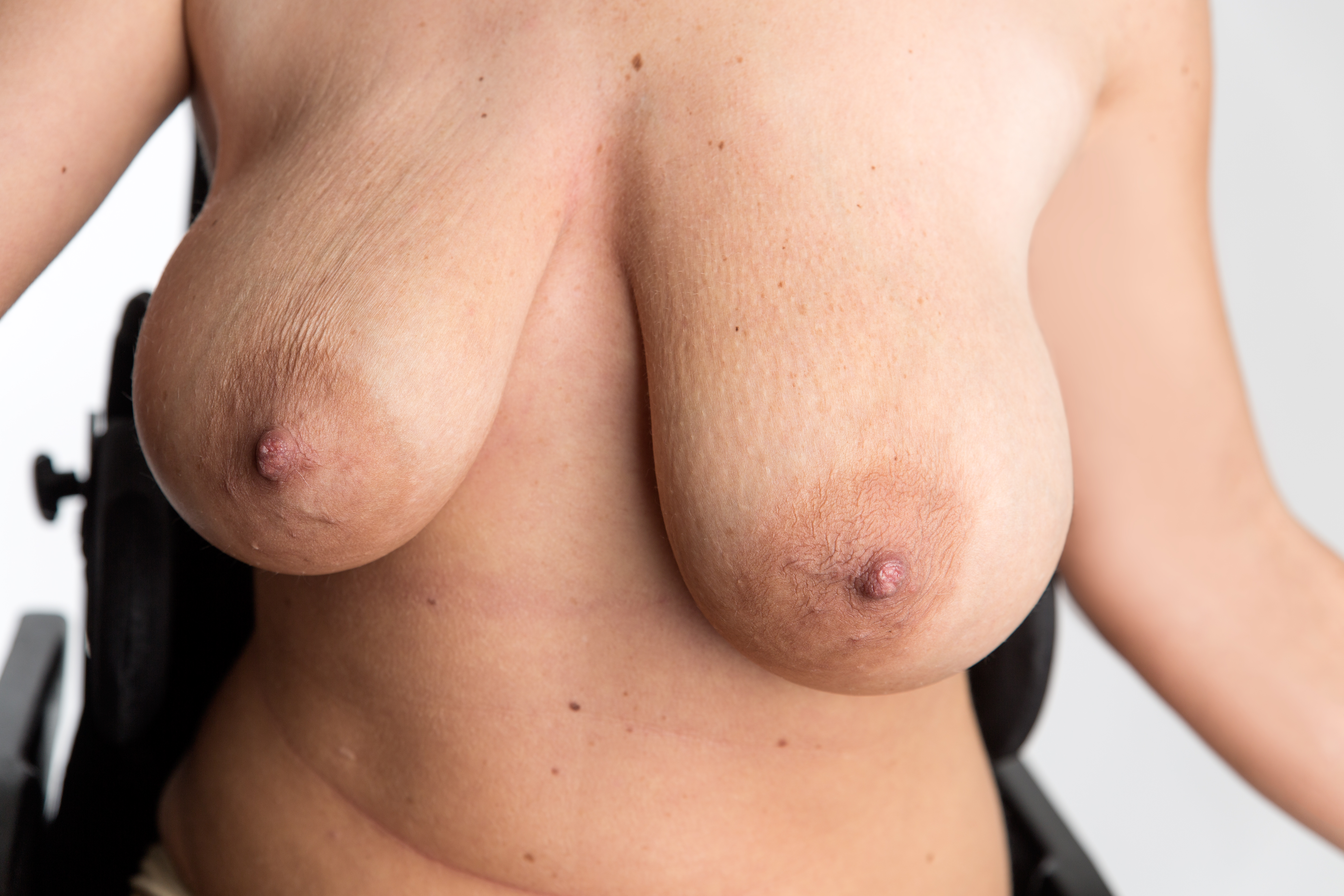
Esempio di seni che hanno subito una ptosi

La velocità con cui i seni delle donne diminuiscono di volume e il grado di ptosi dipende da molti fattori. I fattori chiave che influenzano la ptosi del seno durante la vita di una donna sono il fumo di sigarette, il numero di gravidanze, l'indice di massa corporea, i guadagni e le perdite di peso. Nelle donne in fase post-menopausa o nelle persone con deficit di collagene può verificarsi una ptosi a causa della perdita di elasticità cutanea.
I chirurghi plastici classificano la gravità della ptosi valutando la posizione del capezzolo rispetto alla piega inframammaria, ovvero il punto in cui la parte inferiore dei seni si attacca alla parete toracica. Nella fase più avanzata, i capezzoli sono al di sotto della piega e tendenzialmente puntano verso il basso.